# TWIN PLANET
TWIN PLANET(트윈 플래닛)은 일본의 연예 사무소이다.
IP(지적재산)를 활용한 마케팅 프로모션형 사무소이다.

## 소속 연예인
- 카렌나 아이보리
- 타카네노 나데시코
- Ma'Scar'Piece
- 에토 미사
- 노죠 아미
- 카와무라 마히로
- 나가츠키 미노리
- 히라이 모모카
- 니시노 미키
- 스다 아카리
- 무라시게 안나
- 토모나가 미오
- 야부키 나코
- 이시다 치호
- 하연수
- 야마모토 히카루